# 可变刷新率
可变刷新率是指无需用户操作，顯示器即可改变其刷新率。支持可变刷新率的顯示器在一定的範圍內（最小刷新率和最大刷新率）可以改變刷新率。 